# Swarm (Love, Death & Robots)
Swarm (El enjambre en España y Enjambre en  Hispanoamérica) es el sexto episodio de la tercera temporada de Love, Death & Robots. Es el episodio número 32 de la serie en general. Está basada en la historia corta homónima de Bruce Sterling. El episodio trata de dos científicos humanos que estudian los secretos de una antigua entidad alienígena, pero pronto descubren el horrible precio de sobrevivir en un universo hostil. Se estrenó el 20 de mayo del 2022 en Netflix.

## Argumento
El Dr. Afriel es invitado a entrar en un extraño nido alienígena, conocido colectivamente como Swarm. Allí, conoce a una compañera humana llamada Dra. Galina Mirny, que ha estado viviendo aquí. Ella explica que este enorme enjambre se divide en numerosas subespecies diferentes, incluidos 15 extraterrestres simbióticos únicos que viven entre los cientos de castas especializadas nativas del enjambre. Varias cepas de hongos ricos en nutrientes parecen ser la principal fuente de alimento de la colmena. La pareja se abre paso dentro del corazón del nido. Allí, se encuentran asombrados ante esta maravilla genética; una hazaña increíble de ingenio automatizado.
Después de mostrarle los alrededores, el Dr. Afriel admite por qué está realmente allí. Tiene la intención de explotar el nido y usar esto para tratar de resolver el rápido crecimiento de la expansión humana. Sin embargo, el Nido ha estado allí durante millones de años, siendo autosuficiente todo este tiempo. La humanidad ha existido por un abrir y cerrar de ojos, pero la arrogancia de Afriel hace que quiera recuperar un huevo para que la humanidad pueda crear su propio nido. Esencialmente, quiere crear una raza de esclavos por su propia codicia. Aunque estas criaturas no son seres vivos, sigue siendo un dilema ético. Mirny acepta ayudar, pero las cosas empeoran cuando Afriel es atacado por los Guerreros desde el corazón del Nido. Después de ser duramente golpeado, lo llevan a la Reina, donde Galina pasa a ser parte de este nido. En realidad, es otra división del Enjambre, que se usa para descubrir qué es lo que Afriel realmente quiere.
Aparentemente, el Enjambre ha estado bien equipado para hacer frente a la amenaza de la humanidad y, como tal, a Afriel se le ofrece una opción. O sigues siendo un ser vivo inteligente o habrá feos acontecimientos en el futuro. "Acepto tu desafío", responde Afriel, decidido a demostrar que el Enjambre está equivocado y demostrar que la humanidad no son los parásitos que la Reina cree que son.

## Reparto de Voces
| Personaje           | Actor/Actriz original Estados Unidos | Actor/Actriz de doblaje Hispanoamérica | Actor/Actriz de doblaje España |
| ------------------- | ------------------------------------ | -------------------------------------- | ------------------------------ |
| Dra. Galina Mirny   | Rosario Dawson                       | Danann Huicochea                       | Ana Jiménez                    |
| Dr. Afriel          | Jason George                         | Óscar Garibay                          | Jos Gómez Adán                 |
| Comandante inversor | Fred Tatasciore                      | Christopher Vaughan                    | —                              |

## Símbolos
Al finalizar el intro, se nos presenta una serie de 3 símbolos, siendo: Un corazón (❤), una equis (❌) y una cabeza robótica (🤖); reflejando amor, muerte y robots respectivamente. De ahí los símbolos cambian velozmente, acoplándose a la temática del episodio en cuestión, en cada episodio los símbolos son distintos. En Swarm nos presentan los siguientes símbolos:
- Un corazón (❤️)
- Un corazón (❤️)
- Una cabeza de insecto alienígena (👾)

## Lanzamiento
Swarm se estrenó el 20 de mayo de 2022 en Netflix junto con el resto de episodios que componen el volumen 3.